# Klaus Matischak
Klaus Matischak (Bottrop, 24 ottobre 1938) è un ex calciatore tedesco, di ruolo attaccante.

## Palmarès
- Bundesliga: 1

1964-1965